# Cosimo Rosselli

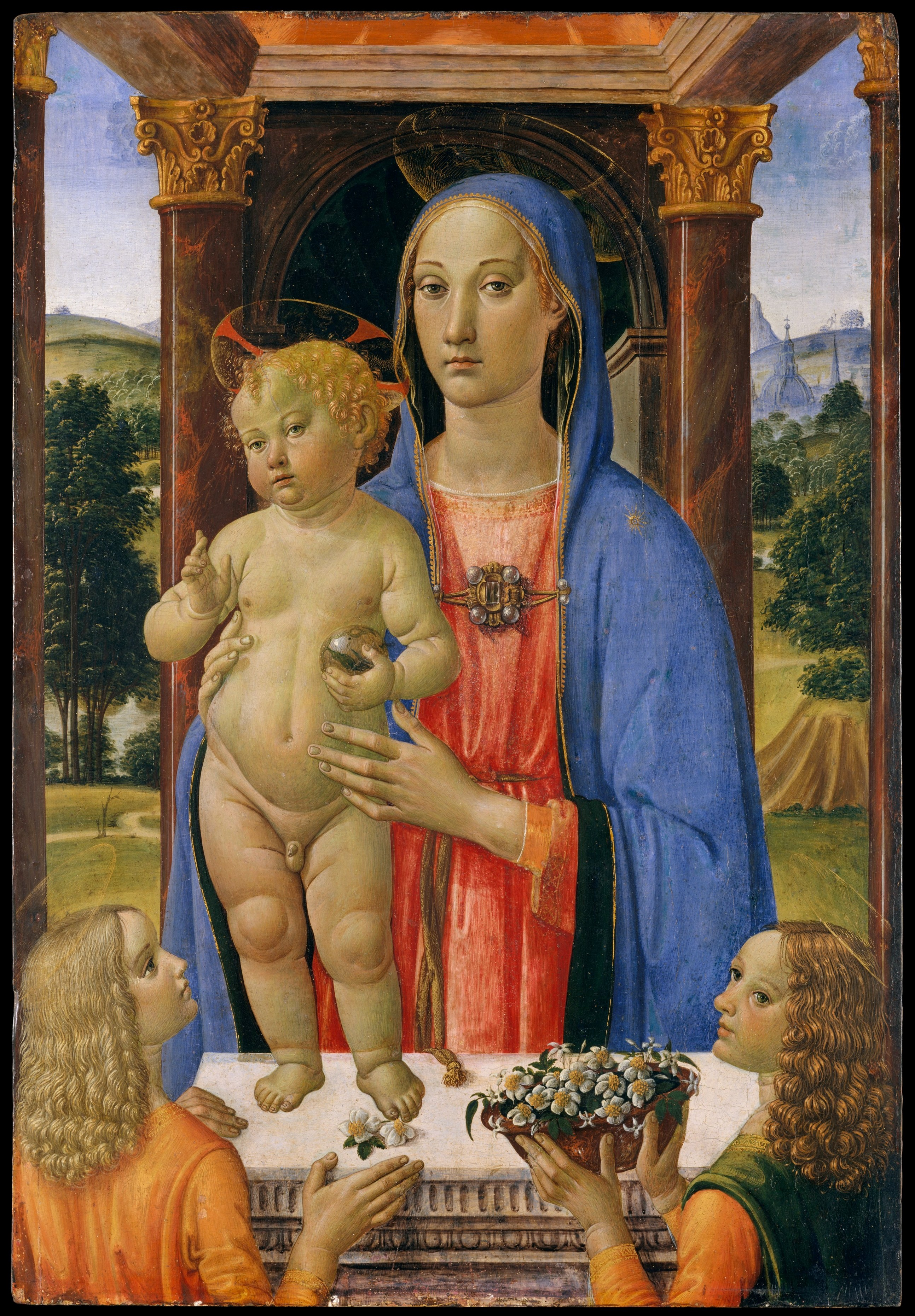
Cosimo Rosselli: Madonna und Kind mit Engeln. Tempera und Gold auf Holz, Metropolitan Museum of Art

Cosimo di Lorenzo Rosselli (* 1439 in Florenz; † 7. Januar 1507 ebenda) war ein vor allem in Florenz tätiger Maler der zweiten Hälfte des 15. Jahrhunderts. Berühmt ist er vor allem für seine Fresken an den Wänden der Sixtinischen Kapelle im Vatikanischen Palast in Rom.

## Leben
Cosimo di Lorenzo Rosselli stammte aus Florenz und absolvierte eine Ausbildung in der Werkstatt des angesehenen Malers Neri di Bicci. Später wechselte er in die Werkstatt von Alesso Baldovinetti. In der kunstwissenschaftlichen Forschung wird auch über eine Tätigkeit bei Benozzo Gozzoli spekuliert. 
Seinen bedeutendsten Auftrag erhielt er 1481, als er auf Veranlassung von Lorenzo de’ Medici gemeinsam mit anderen Florentiner Malern nach Rom geschickt wurde, um dort Fresken an den Wänden der Sixtinischen Kapelle in Rom zu malen. In seiner Werkstatt lernten Fra Bartolommeo und Piero di Cosimo; letzterer benannte sich sogar nach seinem Lehrer. 
Cosimos Bruder Francesco Rosselli (1445–vor 1513) arbeitete erfolgreich als Miniaturist und Kupferstecher. Weniger bekannt ist sein Neffe, der Maler Bernardo di Stefano Rosselli (1450–1526), der auch als Dekorationsmaler und Sgraffito-Künstler – beispielsweise in der Villa Filippo Strozzis in Santuccio – dokumentiert ist.

Fresken in der Sixtinischen Kapelle
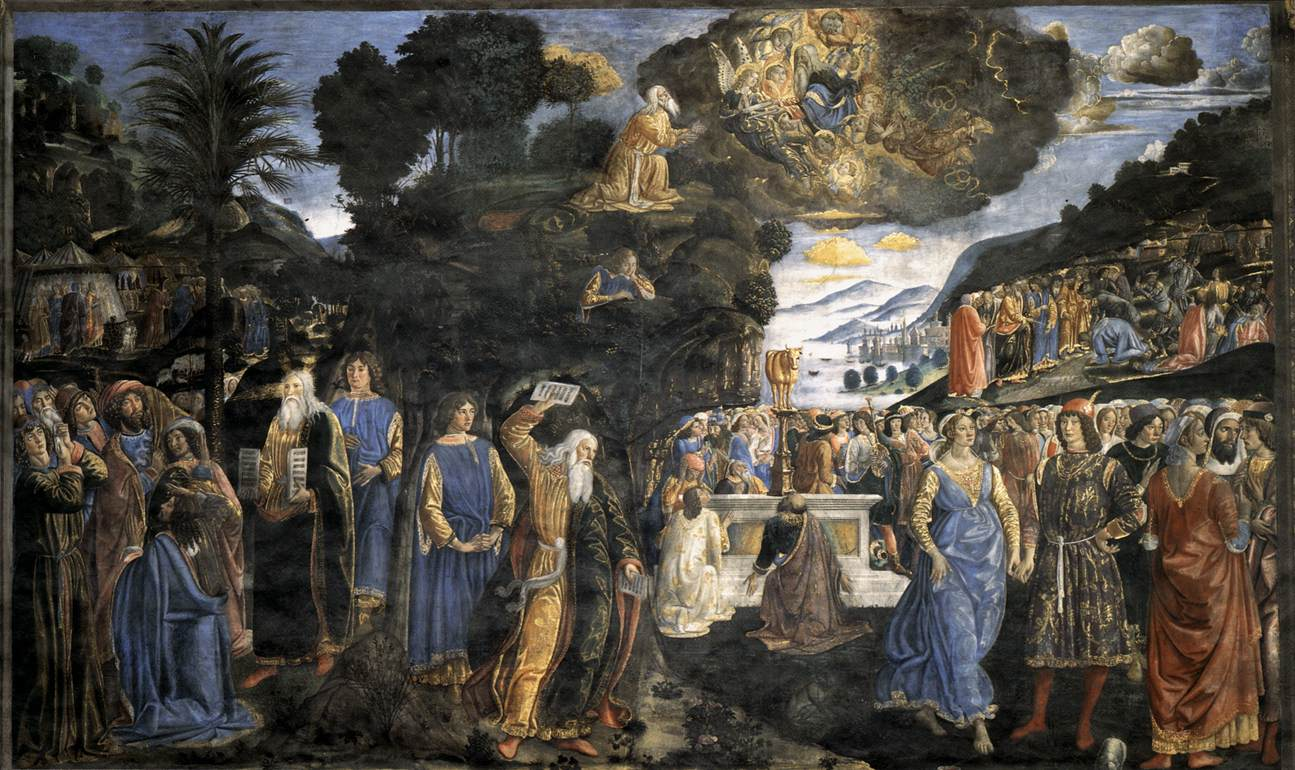
Übergabe der Gesetzestafeln, Sixtinische Kapelle
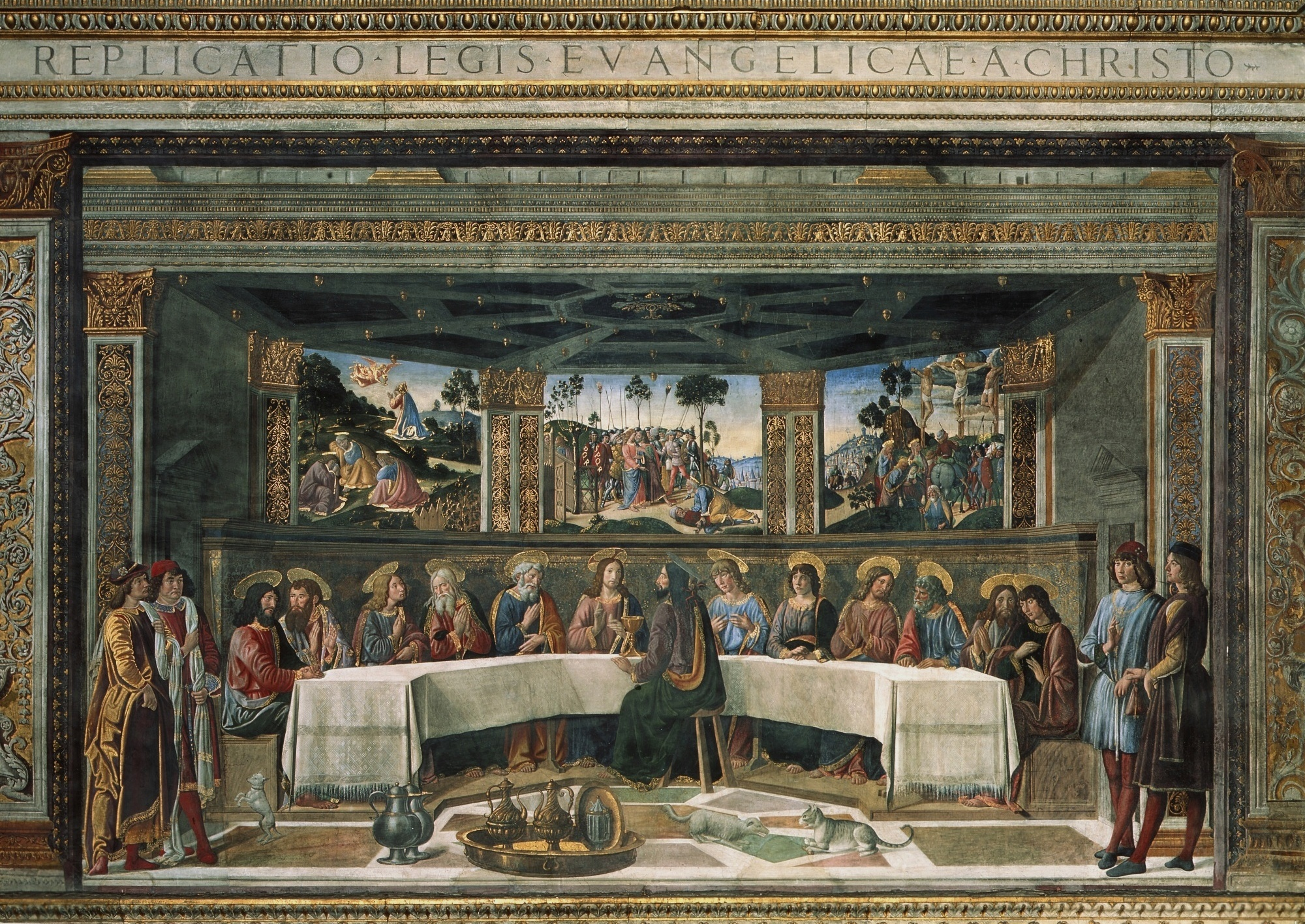
Das Letzte Abendmahl, Sixtinische Kapelle
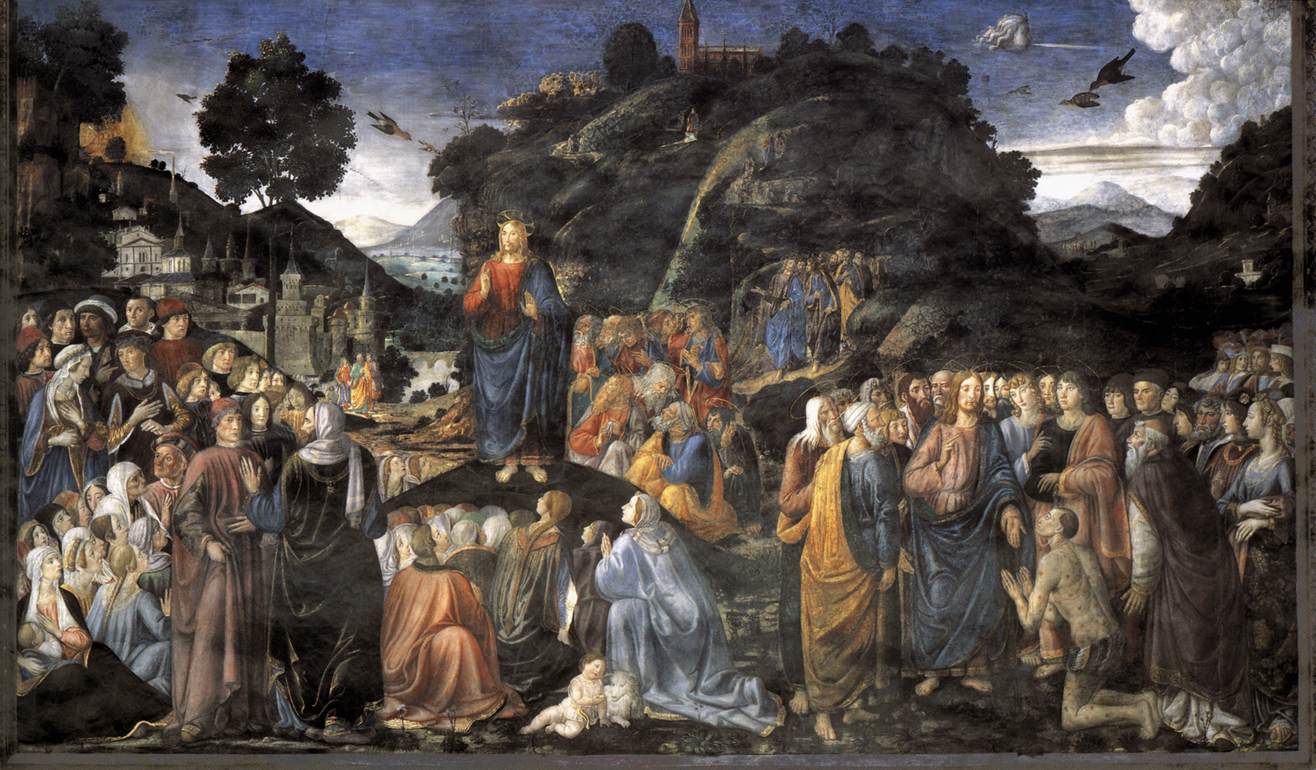
Die Bergpredigt, Sixtinische Kapelle

## Werke (Auswahl)
- Maria in der Herrlichkeit mit Heiligen, Berliner Museum
- Die Krönung Mariä, Santa Maria Maddalena dei Pazzi zu Florenz